# Kadireso
Kadireso is een bestuurslaag in het regentschap Boyolali van de provincie Midden-Java, Indonesië. Kadireso telt 3388 inwoners (volkstelling 2010).